# High Ackworth
High Ackworth är en by i Wakefield i West Yorkshire i England. Byn är belägen 20,9 km 
från Leeds. Orten har 682 invånare (2016).